# Zweeloo
Zweeloo ist ein kleines Dorf im Osten der Niederlande, 20 Kilometer nördlich von Coevorden. Es liegt nordöstlich knapp oberhalb von Aalden und hat circa 675 Einwohner (Stand: 1. Januar 2024).